# SDアソシエーション
SDアソシエーション（SD Association、SDA）は、メモリカード規格を定めることにより幅広い家電製品での普及促進を図ることを目的とする非営利団体。松下電器産業（現・パナソニック）、サンディスク（現・ウェスタン・デジタル）、東芝により設立された。現在、SDAでは約1000の会員企業がSD規格の設計と開発に携わっている。

## SD規格
「SDメモリカード」および「SDホストデバイス」は、SD規格に準拠したメモリカードまたはデバイスの総称である。SDアソシエーション自体は、製品を製造や販売していない。おもに、業界標準規格を作成し、SD標準規格の採用,使用を促進することが主な目的であり、これらの規格は、機械的定義と環境要件を満たす製品メーカーによって採用されている。
SDアソシエーションは、2000年1月28日に「SDグループ」とも呼ばれる松下電器産業、サンディスク、東芝により設立された。個人の設立メンバーには松下電器産業代表取締役社長松下陽一、サンディスクCEOで共同創業者のEli Harari、株式会社東芝代表取締役社長西村泰三が含まれる。また設立と同日に初めての会議がサンフランシスコで開催され、4月13日にSDアソシエーションの初代の理事会を選出した。その直後、SD v1.01が公開された。最初のSDIO仕様は2001年10月に公開され、miniSDは2年後の2003年2月に公開された。2004年には最初のASSD（Advanced Security SD）、最初のコントローラインタフェース、データ転送速度が最大25MB/sとなるHS（High Speed）モードを導入したSD v1.10を含む複数のSD仕様が発表された。
2005年にはmicroSD仕様を公開し、2006年に発表されたSD v2.0では記憶容量が最大32GBとなるSDHC（SD High Capacity）規格を導入した。2009年に発表したSD v3.0では、記憶容量が最大2TBとなるSDXC（SD eXtended Capacity）規格とデータ転送速度が最大104MB/sとなるUHS（Ultra High Speed）インタフェース仕様を導入した。v4.0、v4.10、およびv4.2は2011年から2013年までに導入された。v4.0には、データ転送速度が最大312MB/sとなるUHS-IIインタフェース仕様と、下位互換性を確保する新しいピンインタフェースが含まれる。機能拡張（Function Extension）仕様とUHSスピードクラス1（U1）はv4.10に含まれ、v4.2にはUHSスピードクラス3（U3）仕様が含まれ、4Kがサポートされた。2013年にはNFC機能を備えたsmartSDを導入した。2013年9月に、iSDIO（Intelligent SDIO）の最初の仕様が無線LANの付属書と共に発表された。
2016年2月、SDアソシエーションは最も高速なスピードクラスとなるビデオスピードクラス（Video Speed Class）を新設した。これにより、多くのアプリケーションでリアルタイムの複数ファイル録画を提供し、最高のビデオ解像度と品質がサポートされる。映像では、4K,8K、3D、および360度のビデオ録画が保証され、アクセス可能になった。
2016年11月に発表されたSD v5.1では、画像、ビデオ、音楽、文書およびその他のデータのストレージを提供しながら、SDメモリーカード上のアプリケーションを実行や保存するための技術および市場要件を満たすスピードクラスとしてアプリケーションパフォーマンスクラス（Application Performance Class）を新設した。
2017年2月、SDアソシエーションはデータ転送速度が最大624MB/sとなるUHS-IIIを発表した。この速度向上は、SDXCおよびSDHCに記録されたデータ集中型ギガビット・ワイヤレス通信や360度カメラ、ドローン、4K,8Kビデオが生み出す大量のデータの移動の利便性に貢献した。

## 組織の構成
SDAは理事会、理事長、会長、事務および会計によって統率される。SDAには財政、法律、ライセンス許諾、さらに特定の課題を扱うための特別委員会など複数の役員会が設置されている。SDAの組織はテクニカル、マーケティング、コンプライアンスの3つの主要な委員会を運営している。

## 会議の構成
SDAでは、仕様開発や普及促進計画を総括する会議を4半期ごとに開催している。この会議では、会員がSDAの活動状況の報告を受け、またSDの仕様や規格を更新する機会を設けるための開催地が提供される。
総会は年2回、春と秋に開催される。総会には公開の全体会議が含まれ、ここでは製造企業や市場アナリストによる講演に続いて、SDAの活動状況が会員に報告される。委員会では全体会議の後に作業部会が開催される。役員会は全ての全体会議や作業部会の後に開催される。
さらにSDAは夏と冬の年2回、様々な委員会と理事会が接触するための対面形式の中間会議の運営も行っている。SDAが開催するそのほかの会議には、互換性検証イベントやワークショップなどもある。また、SDAは各種の見本市や製造業界のイベントにも参加している。